# Sayyid El Alami
Sayyid El Alami (Toulouse, 1999) es un actor francés conocido por sus papeles principales en la serie de televisión estadounidense Messiah (2020) y en la miniserie histórica francesa Oussekine (2022). En 2024, fue nominado a los Premios Lumières al mejor actor revelación tras su interpretación en la película dramática Leurs enfants après eux de los hermanos Ludovic y Zoran Boukherma.

## Biografía

### Primeros años
Sayyid El Alami nació en Toulouse. Hijo de padres inmigrantes marroquíes, es el menor de seis hermanos.
Inicialmente atraído por una carrera como futbolista profesional, abandonó esa idea desalentado por sus padres. A los 12 años, tomó sus primeras clases de teatro en la maison des jeunes et de la culture de su barrio. Tras terminar la secundaria, El Alami se trasladó a París y se enlistó a 1000 Visages, una asociación fundada por la actriz Houda Benyamina para democratizar el acceso a la industria cinematográfica.

### Carrera
En 2018, debutó en el cortometraje Kenza des Choux. Ese mismo año, consiguió un pequeño papel en la comedia dramática Monsieur je-sais-tout. En 2019, apareció en el drama Zombi Child, dirigido por Bertrand Bonello.
El Alami se destacó en 2020 por su papel en la serie Messiah, creada por Michael Petroni. En 2021, actuó en el drama Life Suits Me Well de Al Hadi Ulad-Mohand y apareció en el cortometraje Les engloutis de Caroline Guiela Nguyen. También tuvo una aparición en el primer episodio de la segunda temporada de la serie británica Baptiste.
En 2022, interpretó a Sami en la miniserie policial Une si longue nuit en TF1. Ese mismo mes, encarnó a Cédric en un papel invitado en el séptimo episodio de la segunda temporada de la serie Narvalo de Canal+. En mayo, obtuvo el papel principal en la miniserie histórica Oussekine, dirigida por Antoine Chevrollier, que relata el asesinato del estudiante Malik Oussekine en 1986.
En 2023, tuvo un papel secundario en La Chambre des merveilles, un drama dirigido por Lisa Azuelos.
En 2024, apareció en la miniserie británica Un caballero en Moscú. Colaboró nuevamente con Antoine Chevrollier en La Pampa, su primer largometraje, presentado en la Semana de la Crítica del Festival de Cannes. También compartió protagonismo con Paul Kircher en el drama Leurs enfants après eux, de los hermanos Ludovic y Zoran Boukherma, presentado en estreno mundial en el Festival de Venecia. Gracias a su interpretación como Hacine, obtuvo una nominación a los Premios Lumière al mejor actor revelación.

## Filmografía

### Cine
| Año  | Título                    | Papel  | Notas        |
| ---- | ------------------------- | ------ | ------------ |
| 2018 | Kenza des Choux           |        | Cortometraje |
| 2018 | Mr. Know-It-All           | Shérif |              |
| 2018 | Basses                    | Théo   | Cortometraje |
| 2018 | Pas si loin               | Samir  | Cortometraje |
| 2018 | 2 minutes 30              | Driss  | Cortometraje |
| 2019 | Zombi Child               | Pablo  |              |
| 2021 | Life Suits Me Well        | Ismaïl |              |
| 2021 | Les engloutis             | Antho  | Cortometraje |
| 2022 | Pilote                    | Rayan  |              |
| 2022 | Idiot Fish                | Dylan  | Cortometraje |
| 2023 | La Chambre des merveilles | Lock   |              |
| 2024 | La Pampa                  | Willy  |              |
| 2024 | Leurs enfants après eux   | Hacine |              |

### Televisión
| Año  | Título                | Papel               | Notas                    |
| ---- | --------------------- | ------------------- | ------------------------ |
| 2020 | Messiah               | Jibril Hassan       | Elenco principal         |
| 2021 | Baptiste              | Adolescente francés | 1 episodio               |
| 2022 | Une si longue nuit    | Sami Kacem          | Miniserie                |
| 2022 | Narvalo               | Cédric              | Episodio: «Nuit blanche» |
| 2022 | Oussekine             | Malik Oussekine     | Miniserie                |
| 2024 | Un caballero en Moscú | Ilya                | 2 episodios              |

## Premios y nominaciones
| Año  | Premios                     | Categoría              | Título                  | Resultado | Ref(s) |
| ---- | --------------------------- | ---------------------- | ----------------------- | --------- | ------ |
| 2022 | Festival Séries Mania       | Mejor actor revelación | Oussekine               | Nominado  | [ 18 ] |
| 2022 | Festival Séries Mania       | Mejor actor revelación | Une si longue nuit      | Nominado  | [ 18 ] |
| 2024 | Festival de Films CINEMANIA | Mejor actor            | La Pampa                | Ganador   | [ 19 ] |
| 2025 | Premios Lumières            | Mejor actor revelación | Leurs enfants après eux | Pendiente | [ 20 ] |